# Et-Kina-politik
Et-Kina-politik (kinesisk: 一个中国政策, yī gè Zhōngguó zhèngcè) betegner den politiske opfattelse, at der kun eksisterer ét Kina, der udgøres af Fastlands-Kina, Hong Kong, Macau og Taiwan. Accept eller forkastelse af dette princip er en vigtig faktor i Folkerepublikken Kinas udenrigspolitik. Folkerepublikken Kina kræver, at alle lande, der ønsker diplomatiske forbindelser med republikken, skal anerkende Folkerepublikken Kina som den eneste legitime Kina, og derfor afholde sig fra at opretholde forbindelser med Republikken Kina på Taiwan. Erkendelsen af, at der kun er ét Kina er også en betingelse, som Folkerepublikken har sat for forhandlingerne med regeringen i Republikken Kina. Republikken Kinas synspunkter er betydeligt mere delte. Landets politik kræver officielt suverænitet over Fastlands-Kina, men de facto søges kravet ikke længere aktivt gennemført.
Et-Kina-politikken gør, at enten Folkerepublikken Kina eller Republikken Kina kan være medlem af FN – ikke begge to. Frem til 1972 var det Republikken Kina, men efter Richard Nixons besøg i Beijing det år, overtog Folkerepublikken pladsen. Tilsvarende gælder en lang række andre internationale organisationer.